# Ein Sommer in New York – The Visitor
Ein Sommer in New York – The Visitor ist ein Spielfilm von Tom McCarthy aus dem Jahre 2007. Er ist nicht mit dem 2002 von Peter Sollett gedrehten Film Sommer in New York zu verwechseln.

## Handlung
Prof. Walter Vale, der sich seit dem Tod seiner Frau bemüht, seine Arbeit auf ein Mindestmaß zu reduzieren, wird zu einer Konferenz nach New York geschickt. Als er nach vielen Jahren in seine dortige Wohnung zurückkehrt, trifft er dort auf die beiden illegalen Einwanderer Tarek und Zainab. Die Wohnung wurde dem Pärchen illegal vermietet, und so verlassen die beiden überstürzt die Wohnung aus Angst, die Behörden könnten von ihnen erfahren. Aus Mitgefühl lässt Walter sie jedoch für einige Zeit bei sich wohnen. Er freundet sich mit Tarek an und erhält von ihm Unterricht an der Djembé. Walter, der zuvor erfolglos versucht hat, Klavier spielen zu lernen, gewinnt so etwas von seiner Lebensfreude zurück.
Als die beiden gemeinsam unterwegs sind, wird Tarek irrtümlicherweise vorgeworfen, die U-Bahn-Eingangskontrolle übersprungen zu haben. Walter muss machtlos zuschauen, wie sein Freund abgeführt wird. Zu Hause erfährt er von Zainab, dass sie und Tarek sich illegal in den USA aufhalten und Tarek Gefahr läuft, abgeschoben zu werden. Walter beauftragt auf eigene Kosten einen Anwalt und besucht Tarek im Gefängnis, der ihn ermuntert, weiter Trommeln zu üben. Eines Tages klingelt Tareks Mutter Mouna an Walters Tür, um nach ihrem Sohn zu sehen. Walter erklärt ihr die Situation, zeigt ihr das Abschiebegefängnis, in dem ihr Sohn festgehalten wird, und stellt ihr Tareks Freundin Zainab vor. Walter und Mouna kommen sich näher; eines Abends führt er sie aus und besucht mit ihr das Musical Das Phantom der Oper, von dessen Musik sie Tarek begeistert hat.
Plötzlich erreicht Walter eine Nachricht von Tarek. Auf Nachfrage bei den Behörden erfahren Mouna und Walter, dass ihre schlimmsten Befürchtungen wahr geworden sind und er abgeschoben worden ist. Tareks Mutter folgt ihrem Sohn nach Syrien, um dort in seiner Nähe sein zu können. Walter hingegen spielt, stellvertretend für Tarek, der dies nun nicht mehr tun kann, in einer U-Bahn-Station am Broadway auf seiner Djembé.

## Kritik
„‚The Visitor‘ ist einer jener stillen Filme, in denen jede Geste und jede noch so kleine Reaktion der Personen eine Bedeutung hat und in denen das Drama hinter der Beobachtung von Empfindungen und Gefühlen zurücktritt. .... ‚The Visitor‘ erweist sich als einer der seltenen Filme, die mehr am Menschen als an Ereignissen interessiert sind.“

## Hintergrund
- Premiere in Deutschland: 7. Februar 2008  auf der Berlinale (European Film Market)
- Kinostart in Deutschland: 14. Januar 2010

## Auszeichnungen (Auswahl)
2008 und 2009 waren vor allem der Regisseur und der Hauptdarsteller für verschiedene Filmpreise nominiert. Beide wurden auch ausgezeichnet, u. a. jeweils mit einem Satellite Award. Jenkins erhielt 2009 eine Oscar-Nominierung in der Kategorie Bester Hauptdarsteller. Regisseur McCarthy gewann den Independent Spirit Award als Bester Regisseur.